# Allan Hills 84001
Allan Hills 84001 (ALH 84001) – meteoryt marsjański znaleziony 27 grudnia 1984 roku w polu lodowym Allan Hills na Ziemi Wiktorii, około 150 km od stacji McMurdo, największej placówki naukowej kontynentu antarktycznego. Odkrył go siedmioosobowy zespół poszukiwaczy meteorytów w ramach projektu ANSMET, którego członkinią była Roberta Score. Tak jak meteoryty z grupy SNC (shergottyty, nakhlity, chassignity), ALH 84001 uważany jest za pochodzący z Marsa. W momencie odkrycia masa ALH 84001 wynosiła 1,93 kg.

## Historia
Uważa się, że skała tworząca meteoryt jest jedną z najstarszych w Układzie Słonecznym; szacuje się, że zastygła 4,5 miliarda lat temu. Wysunięto przypuszczenie, że tak jak inne, podobne meteoryty, pochodzi z Marsa. Według najpopularniejszej teorii jest to oderwany 3,9-4,0 miliarda lat temu wskutek uderzenia innego meteorytu od powierzchni Marsa fragment skały, który został wyrzucony w przestrzeń kosmiczną wskutek kolejnego zderzenia, mającego miejsce około 15 milionów lat temu. Po międzyplanetarnej wędrówce spadł na powierzchnię Ziemi około 13000 lat temu. Wszystkie te szacunki opierają się na różnorodnych metodach pomiarów radiometrycznych, badających aktywność izotopów samaru-neodymu (Sm-Nd), rubidu-strontu (Rb-Sr), potasu-argonu (K-Ar), i węgla-14.

## Hipotetyczne skamieniałości

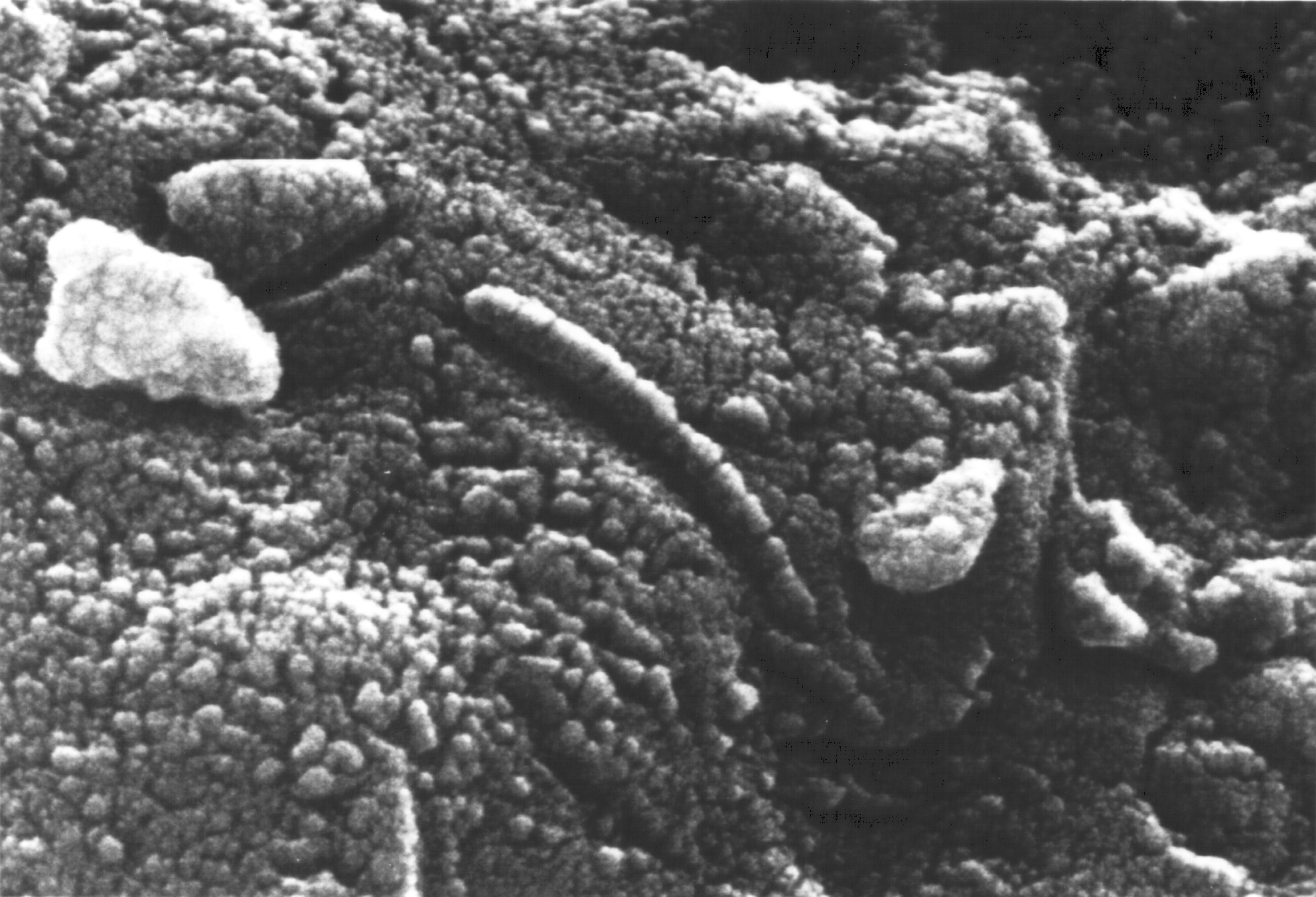
Obraz z mikroskopu elektronowego fragmentu ALH84001 struktur będących hipotetycznymi skamieniałościami form życia

6 sierpnia 1996 roku ALH 84001 stał się głośny w środkach masowego przekazu, po opublikowanym na łamach „Science” doniesieniu dr. Davida McKaya z NASA, w którym opisał on możliwe ślady marsjańskich form życia w meteorycie. 
Pod skaningowym mikroskopem elektronowym uwidoczniono struktury, które mogły być pozostałościami na kształt skamieniałości podobnych do bakterii organizmów.
Ogłoszenie możliwości istnienia życia na Marsie wywołało szereg kontrowersji, jednocześnie zwiększając zainteresowanie badaniami Marsa. Artykuł w „Science” sprawił, że zaczęto szeroko dyskutować szanse istnienia życia na Marsie, a prezydent USA Bill Clinton wystąpił publicznie komentując to wydarzenie.
Przeprowadzono liczne badania na obecność związków organicznych w meteorycie; stwierdzono ślady obecności aminokwasów i policyklicznych węglowodorów aromatycznych. Wciąż kontrowersyjne jest, czy nie są to zanieczyszczenia związkami organicznymi pochodzącymi z aktywności ziemskich organizmów, albo powstałymi samoistnie związkami organicznymi niebiologicznego pochodzenia.
Do dziś eksperci nie są zgodni co do pochodzenia struktur znalezionych w ALH 84001; nie można wykluczyć możliwości zanieczyszczenia skały ziemskim biofilmem. Podobne struktury otrzymano w warunkach laboratoryjnych bez obecności mikroorganizmów.